# Graviton
Graviton, il cui vero nome è Dr. Franklin Hall, è un personaggio dei fumetti creato da Jim Shooter (testi) e Sal Buscema (disegni), pubblicato dalla Marvel Comics. La sua prima apparizione avviene in Avengers (Vol. 1) n. 158 (aprile 1977).
Geniale ed instabile scienziato capace di manipolare la forza di gravità a seguito di un incidente, Graviton è un antagonista ricorrente dei Vendicatori noto anche col soprannome di "Signore della Forza Fondamentale" (Master of the Fundamental Force).

## Biografia del personaggio
Nativo di Banff, Alberta, Franklin Hall era un brillante scienziato intento ad un esperimento in una struttura privata tra le Montagne Rocciose Canadesi quando, un errore di calcolo, portò delle particelle instabili a fondersi con le sue molecole donandogli la capacità di manipolare la gravità con la sola forza della mente. Nonostante gli iniziali tentativi di tenere nascosta la cosa, Hall viene in seguito sopraffatto dalla sete di potere e, adottato l'alias di Graviton, prende il controllo della struttura di ricerca bloccando tutte le comunicazioni con l'esterno.
Nel momento in cui un collega scienziato riesce comunque a mandare una richiesta di soccorso ai Vendicatori Graviton, furioso, solleva l'intero laboratorio di ricerca nell'aria e vi combatte il gruppo di supereroi neutralizzandoli tutti con l'eccezione di Pantera Nera e Thor, sopraggiunto in seguito. Successivamente, quando gli viene fatto credere con l'inganno che una scienziata di cui era innamorato si era suicidata, Graviton, nel panico, perde il controllo rimanendo sepolto sul fondo di un fiume assieme alle macerie del laboratorio. Sopravvissuto all'esperienza, Graviton contrae una forte amnesia e, in preda all'incertezza, tenta di rapire la scienziata amata ma viene fermato dalla Cosa e da Freccia Nera. Durante la battaglia Graviton perde nuovamente il controllo ed implode.
Diverso tempo dopo l'ex-scienziato ricostituisce il suo corpo ed eleva al cielo un negozio della catena Bloomingdale segregandovi diverse donne per farvi un harem. Viene tuttavia raggiunto da Thor che, con l'astuzia riesce ad intrappolarlo in una dimensione parallela. Graviton riesce in seguito ad evadere dalla sua prigione grazie ad un'anomalia cosmica e tenta di prendere il controllo della malavita di Los Angeles, salvo poi venire neutralizzato dai Vendicatori della Costa Ovest. Successivamente viene assoldato da Mefisto per uccidere l'Arcano ma fallisce nell'intento; si allea dunque con una serie di altri supercriminali per vendicarsi dei Vendicatori della Costa Ovest ma viene nuovamente battuto. Dopo aver battuto l'Uomo Ragno, Graviton ha uno scontro con i Fantastici Quattro e, in seguito, viene sconfitto in un secondo scontro con l'Uomo Ragno dopo che questi ottiene poteri cosmici.
Sigillato nuovamente in un'altra dimensione dopo una battaglia coi Vendicatori, Graviton viene liberato da Techno e dal Barone Zemo ed attacca i Thunderbolts, salvo venire poi convinto a desistere da Moonstone. Desideroso di ottenere più potere, si reca dunque a San Francisco e ne prende il controllo venendo poi sconfitto da Machine Man.
Esiliato nuovamente nella stessa dimensione parallela, Graviton impazzisce a causa delle continue sconfitte e ritorna sulla Terra con l'obbiettivo del dominio del mondo, accompagnato da un alieno P'tah di nome M'reel. Dopo aver ucciso i Redeemers ed essere stato nuovamente battuto dai Thunderbolts tuttavia, Graviton scopre che M'reel si è semplicemente servito di lui per aprire un portale che permettesse alla sua specie di invadere il pianeta. Furioso, Graviton distrugge l'armata aliena morendo poco dopo per lo sforzo.
Apparentemente sopravvissuto, Graviton perde temporaneamente i suoi poteri e viene imprigionato al Raft, tuttavia nel momento in cui Electro vi fa irruzione per liberare Sauron, Graviton e una dozzina di altri detenuti riescono a fuggire, salvo poi essere ricatturati dai Nuovi Vendicatori. Apparentemente il motivo del suo calo di poteri sembra essere un danno alla testa subito in uno scontro precedente che gli provoca una tale megalomania da far sì che, recuperati in parte i suoi poteri, evada poco tempo dopo dichiarandosi in grado di perdonare o punire i peccati. Affrontato nuovamente dai Vendicatori, Graviton sconfigge l'Uomo Ragno e Capitan America ma viene in seguito massacrato e quasi ucciso da un Iron Man potenziato dal virus Extremis.
Ingiustamente accusato di un crimine commesso da un uomo al soldo del Mandarino, Graviton viene rintracciato ed affrontato una seconda volta da Iron Man dopodiché, convinto che non avrà mai un equo processo, si suicida facendo esplodere il suo aneurisma.
Viene in seguito rivelato che Graviton è sopravvissuto al trauma ed è divenuto parte del consiglio direttivo dell'A.I.M., assieme a Andrew Forson, Jude l'Uomo Entropico, Mentallo, Superia e Taskmaster. Nel momento in cui i Vendicatori Segreti tentano di assassinare Forson, Graviton li attacca ma viene rapidamente sconfitto da un'armata di Iron Patriot guidata da Hulk.
Incarcerato nel centro di detenzione dello S.H.I.E.L.D. chiamato Pleasant Hill, dove i supercriminali subiscono il lavaggio del cervello venendo trasformati in cittadini pacifici Graviton recupera la memoria grazie a Fixer e al Barone Zemo contribuendo poi a distruggere la struttura.

## Poteri e abilità
Franklin Hall possiede un'intelligenza geniale ed è uno scienziato enormemente dotato. Come Graviton è in grado di circondare ogni oggetto o persona con gravitoni o anti-gravitoni, manipolando dunque l'attrazione gravitazionale dei suddetti. Il suo campo d'azione è di circa 230 km³, all'interno dei quali è in grado di manipolare la gravità in vari modi, come generando onde d'urto, facendo levitare, attraendo o respingendo oggetti e persone o formando campi di forza. Nonostante l'applicazione di tali poteri richieda un'enorme concentrazione, Graviton ha dimostrato di poter applicare le sue abilità in modi differenti su oggetti differenti nel medesimo istante e prima che la stanchezza fisica comprometta l'uso delle sue abilità è necessario un lasso di tempo superiore alle otto ore.
Manipolando i suoi stessi gravitoni ed anti-gravitoni è infine in grado di volare a velocità supersonica fino ad altezze a cui è in grado di respirare, sebbene con i suoi campi di forza gravitazionali sia in grado di respirare anche nello spazio. Ribaltando quest'ultima abilità, Graviton è in grado di far mancare l'ossigeno intorno ai suoi avversari o danneggiarne il sistema cardiovascolare.
È in grado di estendere il potere del volo ad un numero fino a 70 persone contemporaneamente e di toglierlo a piacimento.
Con il tempo, Graviton ha imparato ad usare i suoi poteri anche su intere isole o zolle di terra, di servirsene mentre dorme o da un lato all'altro della Terra. Inoltre si è dimostrato in grado di teletrasportarsi, passare attraverso i corpi solidi aprire e chiudere portali interdimensionali e simulare caratteristiche quali la superforza manipolando i gravitoni attorno al suo corpo.
La sua sola debolezza è, apparentemente, l'essere, sia emotivamente che mentalmente, molto instabile.

## Altri media

### Cinema
- Graviton compare nel film d'animazione Avengers Confidential: La Vedova Nera & Punisher.

### Televisione
- Graviton compare nella serie animata Avengers - I più potenti eroi della Terra.
- Franklin Hall, interpretato da Ian Hart[32], è un personaggio ricorrente della serie televisiva del Marvel Cinematic Universe Agents of S.H.I.E.L.D.. In questa versione è uno scienziato idealista affiliato allo S.H.I.E.L.D. che, per proteggere il mondo dalla sua ultima scoperta, il "Gravitonium", e dagli usi che ne farebbe il suo ex-socio Ian Quinn tenta di farlo inabissare assieme all'intera isola di Malta[33], ma l'intervento della squadra di Coulson provoca un incidente che lo porta a rimanere fuso in forma mutata all'interno del minerale[34]. Ignorando tutto ciò l'oggetto viene inizialmente posto sotto custodia, per essere poi trafugato[35] e cadere nuovamente in mano a Quinn[36]. Nella quinta stagione della serie il Gravitonium torna essere al centro delle vicende narrative della serie. Viene rivelato che anche Ian Quinn è stato assorbito dal Gravitonium e che lui e Franklin Hall sono in continuo conflitto[37]. I loro dibattiti fanno impazzire Carl Creel[37], il quale aveva tentato di assorbire il Gravitonium, e Ruby Hale[38], che si era sottoposta a una camera di infusione a particelle alimentata dal Gravitonium e finalizzata da Werner Von Strucker. In seguito è il generale Talbot a sottoporsi con successo all'infusione, egli diventa quindi a tutti gli effetti Graviton[39].
- Il personaggio compare anche nell'anime Disk Wars: Avengers

### Videogiochi
- Graviton è un antagonista del videogioco per Game Boy The Amazing Spider-Man 2.